# 愛沙尼亞防衛聯盟
爱沙尼亚防卫联盟，是爱沙尼亚共和国一支準軍事部隊的名称。其成立宗旨是確保愛沙尼亞的獨立與領土、主權完整，以及憲法秩序與公民自由意志不受外敵脅迫。
愛沙尼亞防衛聯盟前身為愛沙尼亞在1917年俄国革命期間成立的民兵組織「鄉土衛隊」，鄉土衛隊於1918年改組為「防衛聯盟」。隨二戰蘇聯占領愛沙尼亞，防衛聯盟因與納粹德國合作遭解散並清算。1990年，愛沙尼亞籌備第二次獨立，防衛聯盟遂以重建。1992年，防衛聯盟納入愛沙尼亞國家軍事編制。
防衛聯盟在國防部防衛政策和軍事戰略指揮下履行法律所賦與任務，包括合法擁有武器、從事軍事訓練及演習、協助災害救援與維護社會治安、配合北約組織進行相關防務合作等。自從俄羅斯在2014年介入烏克蘭內戰後，該組識成員更頻繁地進行「軍事運動」周末演練，強化自身軍事防禦能力。

## 組織人事

### 組織
该组织下分为四個地區防衛區，下轄15个「区域」單位，各區域所负责的地区大多与爱沙尼亚各县的边界相吻合。在戰時開始動員後，每個區將組成一個營規模的機動單位。

### 領導層
防衛聯盟最高級別的長官是「總指揮官」，其職責不是直接指揮戰場，而是主責人員編制、訓練、裝備及組織發展。總指揮官由愛沙尼亞國防軍司令提名並向其負責，由最高統帥正式任命。現任總指揮官為 Riho Ühtegi；參謀長為 Jaak Mee，於2018年上任。

### 制服
防衛聯盟的標準制服與愛沙尼亞國防軍無異，一律採用愛沙尼亞數位迷彩制服（ESTDCU）。地區隊員會在某些節日場合（如巡遊）時佩戴具有單位徽章的白色臂章，該習俗是源自一戰時期軍服供應不足，民兵團纏上白色臂帶以區分民與平民，此後於1990年代重新建制時沿襲至今。

### 軍階
愛沙尼亞防衛聯盟以往使用單獨的軍銜和徽章，自2013年起與陸軍使用相同的軍銜和徽章，以下列表的軍銜和徽章已經廢止。
| 職銜           | 高級及全職職務                             | 高級及全職職務 | 高級及全職職務 | 資深外勤職務      | 資深外勤職務       | 資深外勤職務     | 資深外勤職務      | 初級外勤職務                        | 初級外勤職務                | 初級外勤職務      | 初級外勤職務                |
| -------------- | ------------------------------------------ | -------------- | -------------- | ----------------- | ------------------ | ---------------- | ----------------- | ----------------------------------- | --------------------------- | ----------------- | --------------------------- |
|                |                                            |                |                |                   |                    |                  |                   |                                     |                             |                   |                             |
| 北約軍銜       | OF-5                                       | OF-4           | OF-3           | OF-2              | OF-1C              | OF-1B            | OF-1A             | OR-8                                | OR-6                        | OR-4              | OR-3                        |
| 原文           |                                            |                |                |                   |                    |                  |                   |                                     |                             |                   |                             |
| 英文           | [] 错误：{{Lang}}：无文本（帮助）Commander | Chief of Staff | Chief of Malev | Senior instructor | Chief of Malevkond | Chief of Company | Platoon commander | Platoon commander in special forces | Assistant platoon commander | Section commander | Assistant section commander |
| 譯名           | 總指揮官                                   | 參謀長         | 區域指揮官     | 資深教官          | 大隊長             | 中隊長           | 分隊長            | 特種作戰分隊長                      | 助理分隊長                  | 小隊長            | 助理小隊長                  |
| 對應國防軍軍銜 | 上校                                       | 中校           | 少校           | 上尉              | 中尉               | 資深少尉         | 資淺少尉          | 軍士長                              | 上士                        | 下士              | 無(陸軍無此級別)            |

## 圖片集

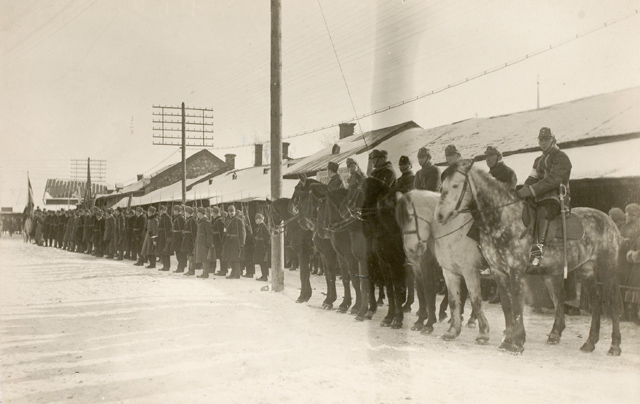
爱沙尼亚防衛联盟的部队在战间期阅兵。
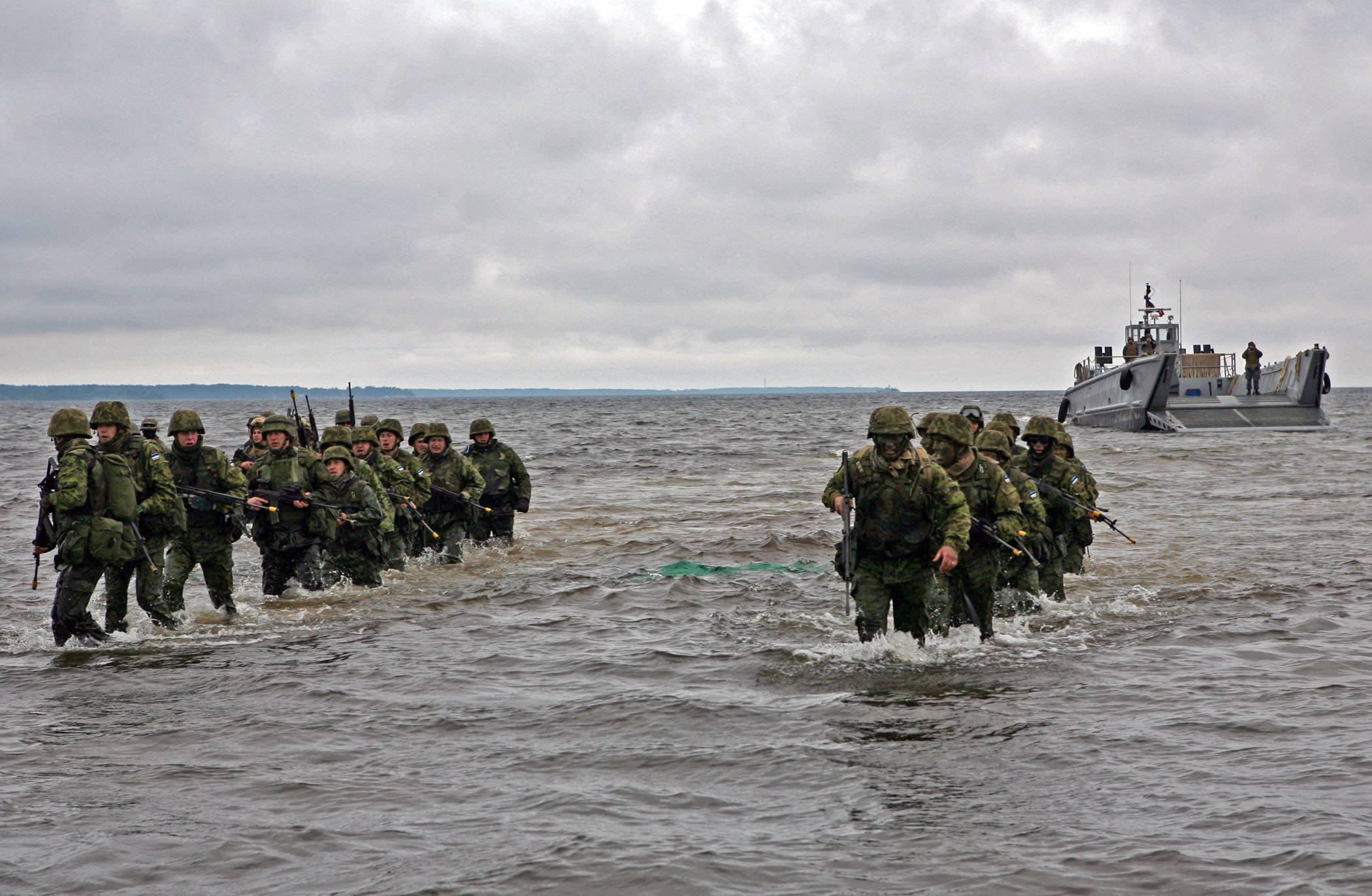
防衛聯盟的部隊於2010年與美國海軍陸戰隊的演習
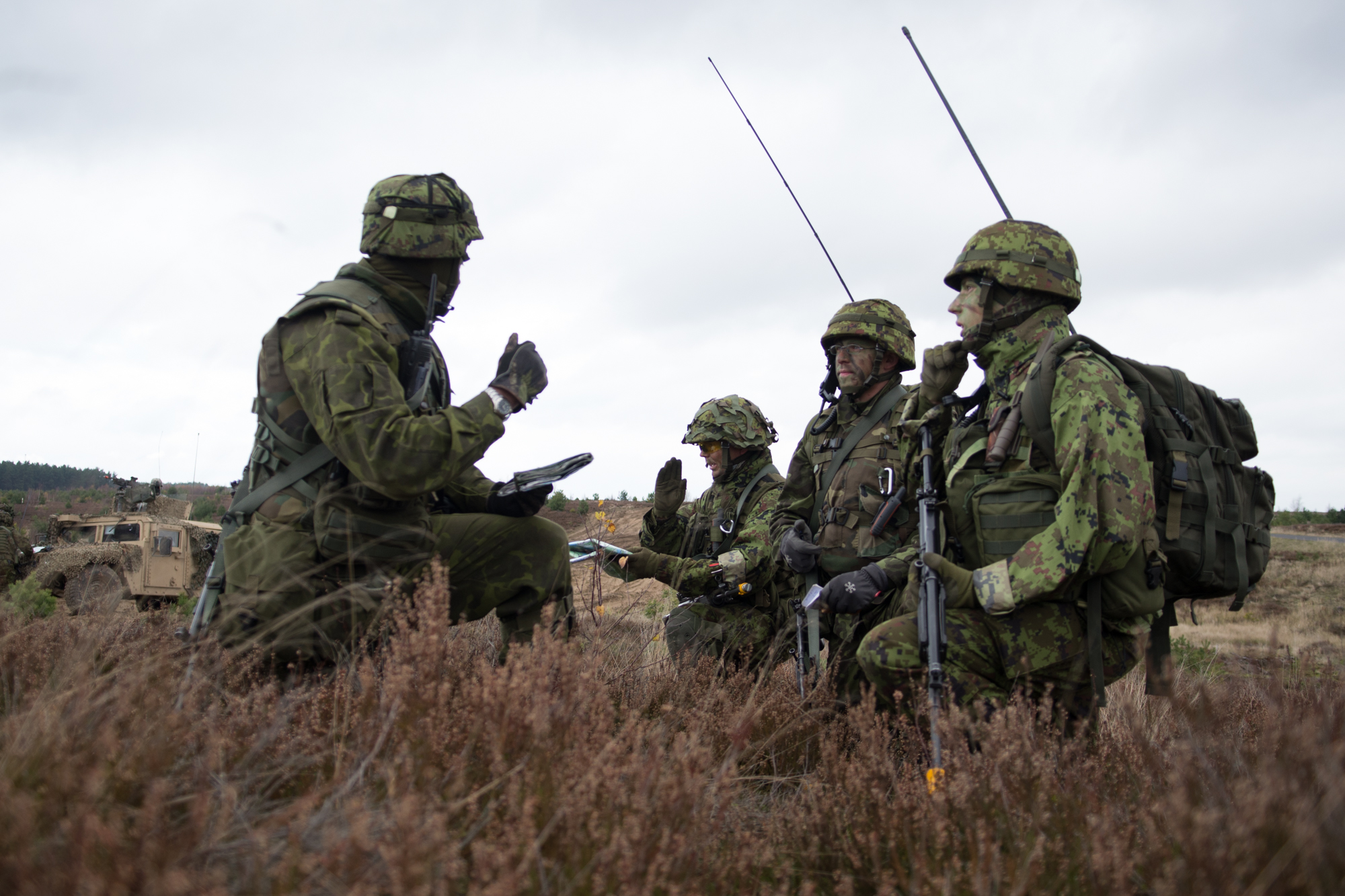
防衛聯盟隊員於2013年與美軍參與聯合軍演訓練
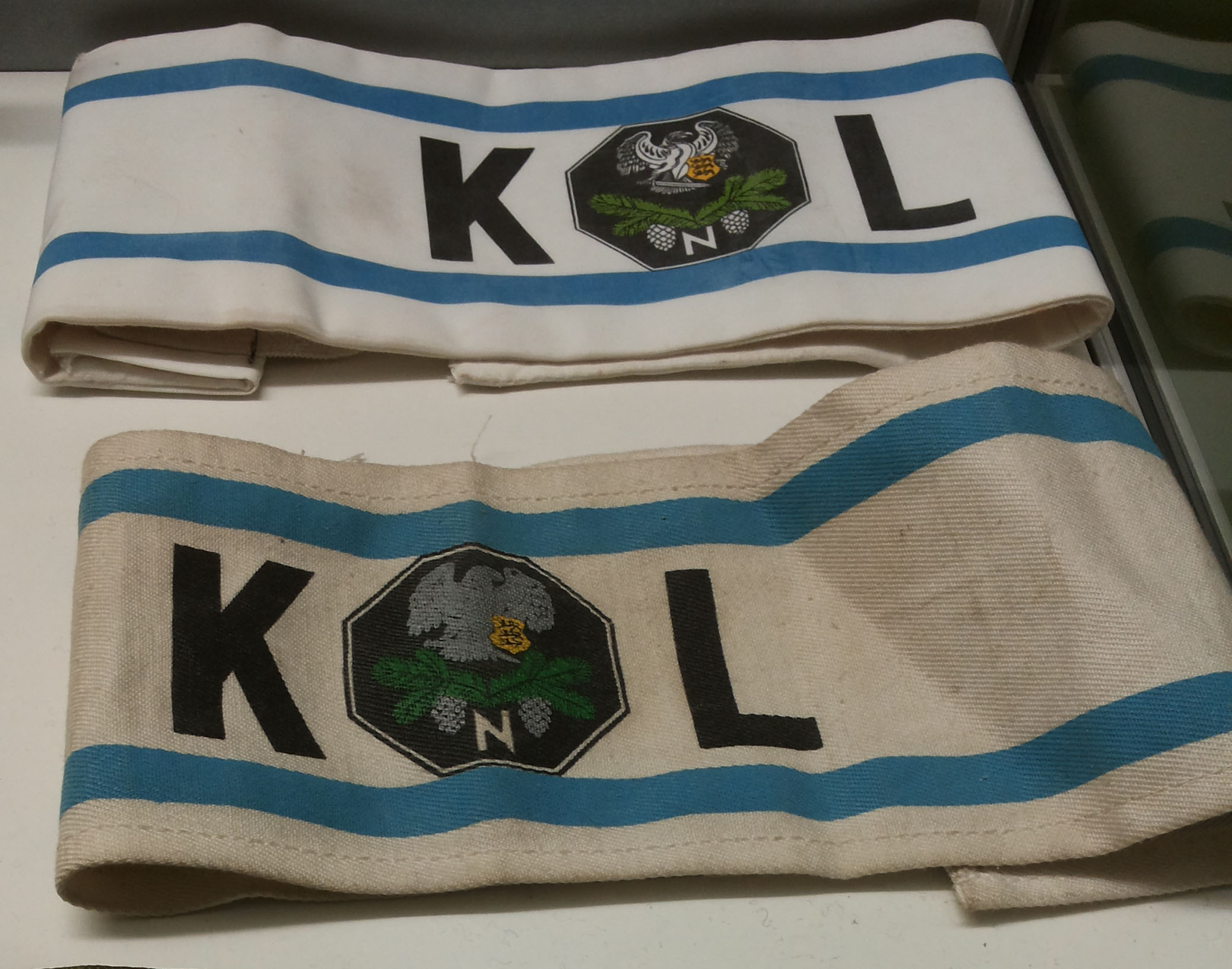
防衛聯盟白色臂章
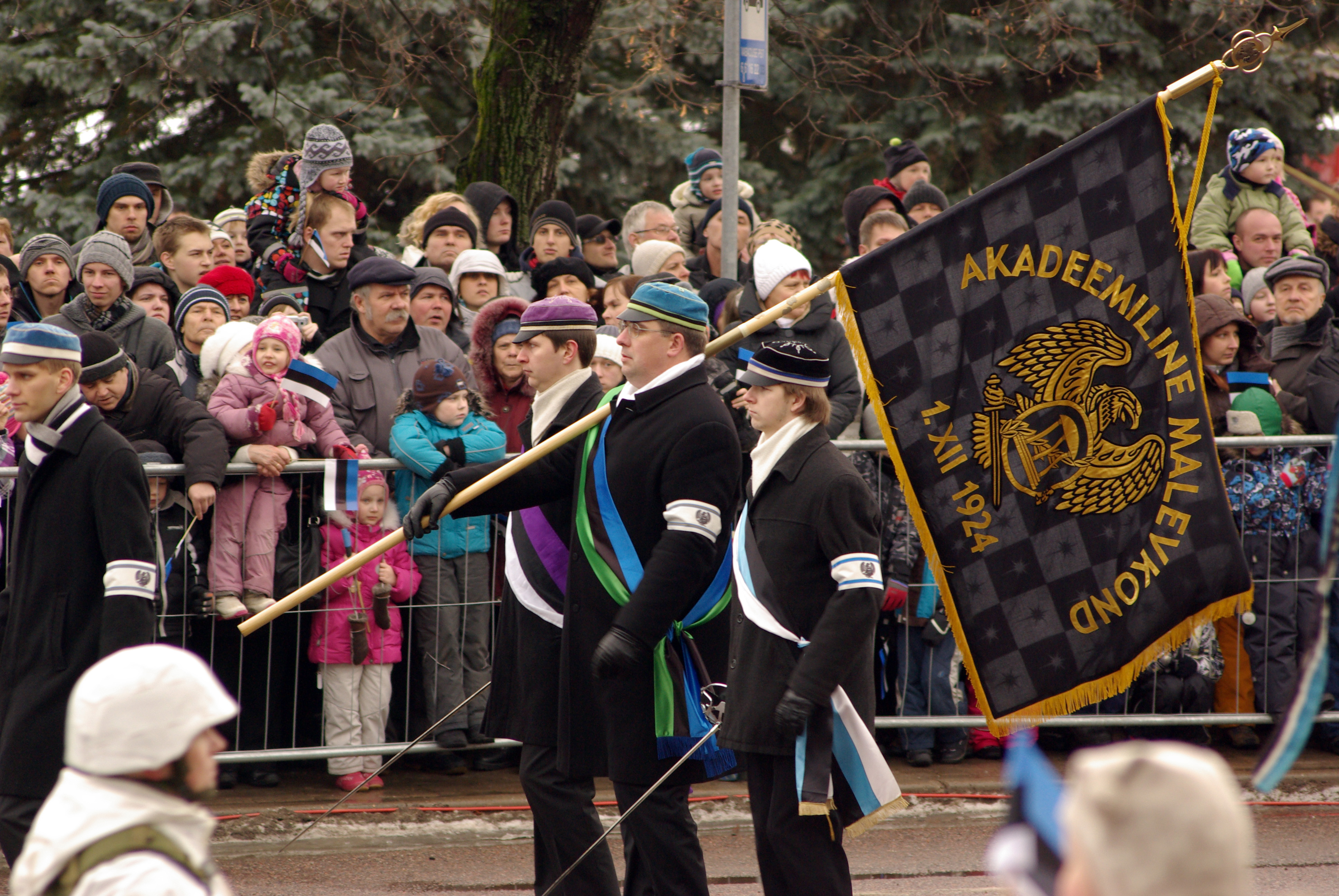
巡遊時佩戴白色臂章的防衛聯盟隊員
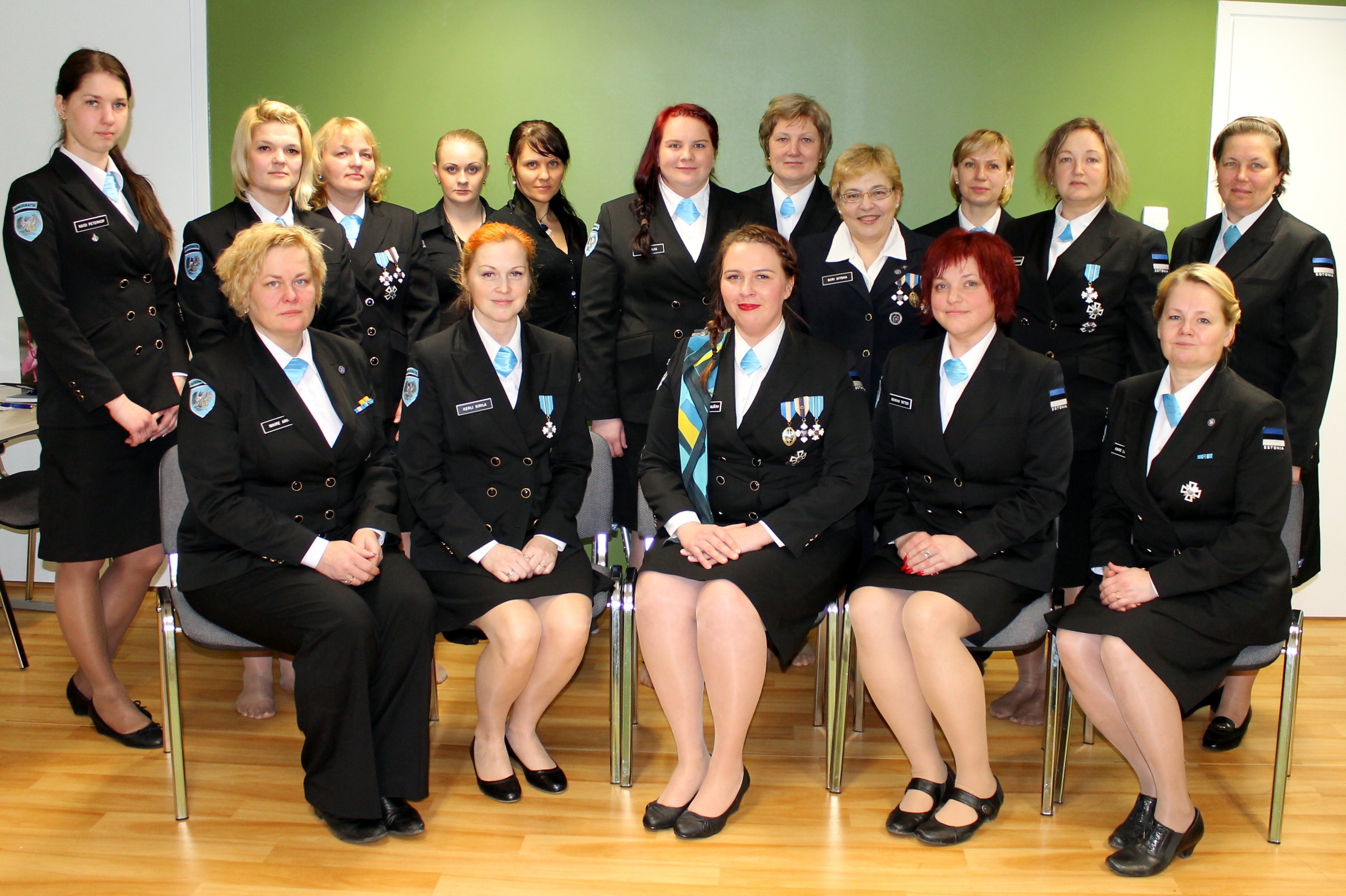
一群身穿戎裝的耶爾瓦地區女隊員

## 外部連結
- 愛沙尼亞防衛聯盟 （页面存档备份，存于）（文）（英文）